# Mød mig på Cassiopeia
Mød mig på Cassiopeia er en dansk musicalfilm fra 1951, instrueret af Torben Anton Svendsen, hvor figurer fra den græske mytologi besøger jorden og laver forviklinger i en teateropsætning. Filmens manuskript blev skrevet af Fleming Lynge og Børge Müller, og den huskes særligt for en række melodier skrevet af Kai Normann Andersen.
Bodil Kjer modtog Bodilprisen for bedste kvindelige hovedrolle for sin rolle som musen Polyhymnia.

## Handling
Komponisten John Berger (Hans Kurt) har problemer i sit ægteskab med sangerinden Irene (Lily Broberg), der har fået et godt øje til Harry (Poul Reichhardt), der er løjtnant i flyvevåbnet. De personlige problemer er smittet af på Johns arbejde med at skrive musik til den operette, der snart skal sættes op, og forestillingen trues af lukning. Hans problemer forstærkes af, at Irene skal spille hovedrollen i operetten, og han regner med, at deres forhold vil blive forværret, hvis han ikke har skrevet en god sang til hende.
I sin fortvivlelse går John på museum, hvor han møder Harrys tante Rosa (Ellen Gottschalch), der viser ham statuen af Polyhymnia, der er muse for musik. John håber desperat på, at Polyhymnia vil hjælpe ham, og musen (Bodil Kjer) forbarmer sig over ham og kommer på besøg hos John. Nu fyldes rummet med dejlig musik, men Polyhymnias ophold på Jorden giver anledning til en mængde nye problemer, ikke mindst da hun forelsker sig i Harry. Følelsen er gensidig, men fra Olympen følger Zeus (Johannes Meyer) med i sin datters forehavende, og det huer ham ikke. Han møder op til en kostumefest hos Rosa, hvor Harry og Polyhymnia også er, og det giver flere forviklinger. Polyhymnia indser, at det er et problem for hende både at være muse og jordisk, og hun frygter, at hun må skilles fra Harry.

## Medvirkende
I filmen medvirker blandt andre:
- Bodil Kjer – Polyhymnia/Polly, muse
- Lily Broberg – Irene Berger, sangerinde
- Hans Kurt – John Berger, komponist
- Poul Reichhardt – Harry Smith, løjtnant
- Ellen Gottschalch – Rosa Elias, Harrys tante
- Johannes Meyer – Zeus, Polyhymnias far
- Ib Schønberg – Hans Wolmer, teaterdirektør
- Anna Henriques-Nielsen – Fru Larsen, Smiths husholderske
- John Price – Ørnfeldt, professor

## Musik
Filmens mange sange er skrevet af Kai Normann Andersen og Børge Müller.
- "Flyv med ud i det himmelblå" - Lily Broberg
- "Det' lunt i nat" - Hans Kurt, Lily Broberg, Poul Reichhardt, Bodil Kjer
- "Gå ud og gå en tur" - Ellen Gottschalch
- "Alene med en yndig pige" - Hans Kurt, Lily Broberg
- "Musens sang" - Bodil Kjer
- "Løft din hat og sving din stok" - Hans Kurt
- "Da Titina gik til bal" - Lily Broberg
- "Den allersidste dans" - Poul Reichhardt og Bodil Kjer

## Modtagelse
Filmen blev vel modtaget i samtiden, hvor især Bodil Kjers præstation blev rost. I Berlingske Aftenavis omtalte anmelderen hende som "guddommelig elegant", mens Nationaltidendes anmelder skrev: "Bare for at se på Bodil Kjer, kan man se på denne film". Kjer modtog efterfølgende en Bodilprisen for bedste kvindelige hovedrolle for sin præstation.
Tre af filmens sange, "Gå ud og gå en tur", "Musens sang" og "Den allersidste dans", blev udvalgt blandt de tolv sange, som Kai Normann Andersen er repræsenteret med i Kulturkanonen fra 2006.